# Ostriconi (piève)
Pour les articles homonymes, voir Ostriconi (homonymie).
Ostriconi (en corse : Ostriconi [ɔstriˈgɔːni]) est une ancienne piève de Corse. Située dans le nord de l'île, elle relevait de la province de Balagne sur le plan civil et du diocèse de Mariana sur le plan religieux.

## Géographie

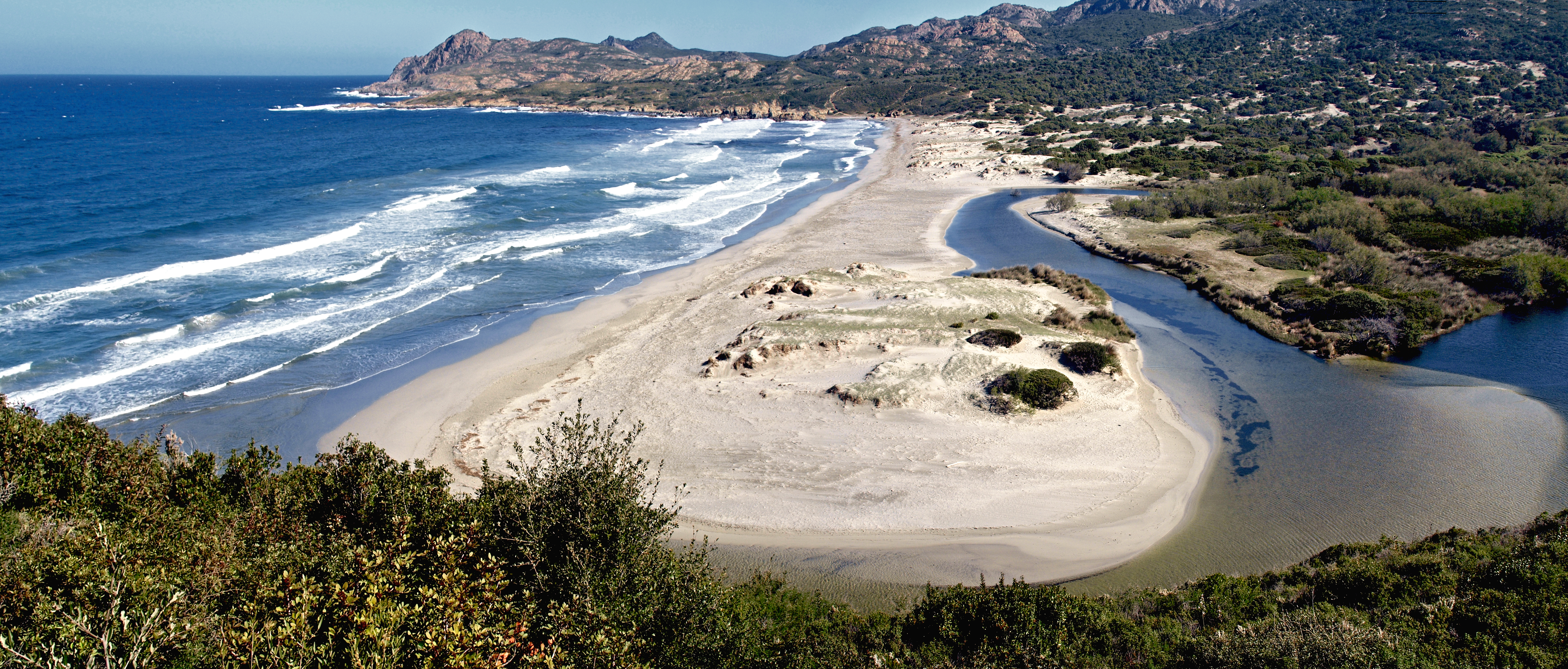
Embouchure de l'Ostriconi (avril 2010).

Le territoire de l'ancienne pieve d'Ostriconi correspond aux territoires des communes actuelles de :
- Palasca ;
- Novella.

La pieve d'Ostriconi était située à l'extrémité orientale de l'ancienne province génoise de Balagna, composée vers 1520, des pièves de Tuani, Aregno, Sant'Andréa, Pino et Olmia, et à l'ouest de la piève de Santo Pietro.
Elle couvrait alors la majeure partie de la vallée de l'Ostriconi, en particulier les communautés de Lama, Urtaca, Novella et Palasca.
À cette époque la pieve avait pour lieux habités :
- Artacha, (Urtaca), avec son église San Nicolao d'Ortaca
- Lama, Lama
- Novella, Novella, avec son église San Michele di Novella
- Cruscani. Cruschini était un village sur le territoire actuel de Novella, ruiné après la désertion de ses habitants qui l'ont fui à la suite des luttes contre les seigneurs de San Colombano. Existait l'église San Domenico di Cruschini. Depuis, un tunnel de la ligne ferroviaire Ponte-Leccia - Calvi a été percé sous le site.
- Pochina,
- Palasia, Palasca, avec son église San Martino di Palascha
- Spelonche, village ruiné situé à 3 km au N-NO du village de Palasca, sur le territoire actuel de cette commune. Il avait été également déserté à la suite des luttes contre les seigneurs de San Colombano. S'y trouve la chapelle San Giustu delle Spelonche du roman primitif.

L'église piévane était l'église romane Santa Maria Assunta, située à 500 m au sud de la RN 1197, au lieu-dit « Pieve ». Ses ruines ont été transformées en une ferme, (première maison en remontant le cours de l'Ostriconi). Sur le linteau de l'ancienne chapelle Santa Maria Assunta, la biscia, représentant un serpent avec tête d'oiseau, et fleurs.
La piève d'Ostriconi avait pour pièves limitrophes :
Bordée au nord par la mer Méditerranée, Ostriconi était entourée à l'ouest par la piève de Tuani, à l'est par la piève de Santo Pietro, au sud-est par la piève de San Quilico, au sud par les pièves de Caccia et de Costiera, et au sud-ouest par la piève de Giussani.
Palasca et Novella sont retirés sur les contreforts orientaux de chaîne de hautes montagnes ceinturant la Balagne.
Les forts vents d'ouest dominants venant de la mer soulèvent régulièrement le sable de la plage d'Ostriconi située au fond de l'anse de Peraiola, créant avec le temps une dune sur les pentes de la Punta Liatoggiu (227 m) à 1 km dans les terres, à l'Est de la tour de guet génoise ruinée.

## Histoire

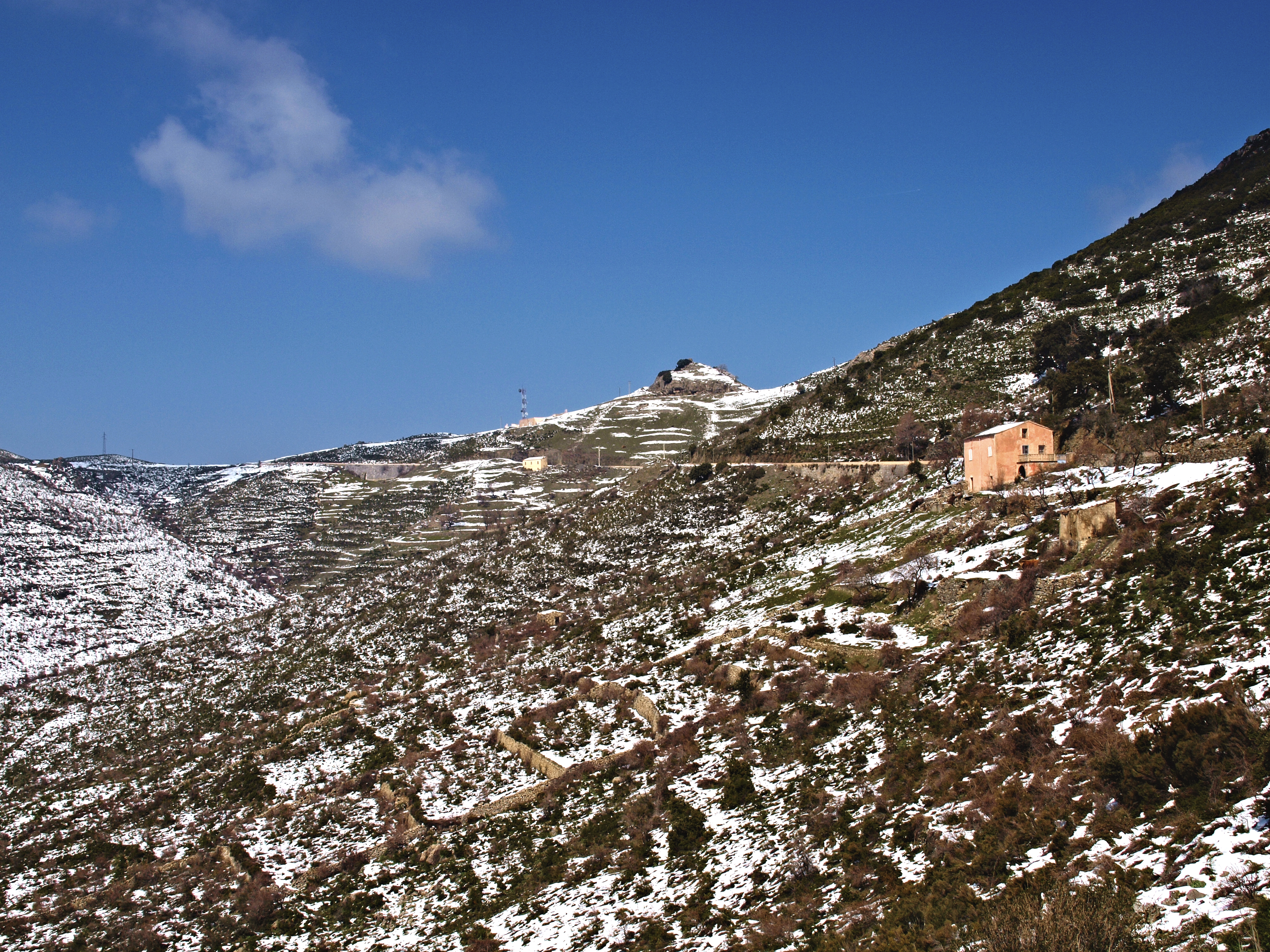
Col de San Colombano.

### Antiquité
Ostricon et Cersunum étaient les principales civitates de l'ancien pays du Nebbio, habités par le peuple des Cilebenses (ou Nibolensii). Un des cinq évêques de la Corse avait sa résidence à Cersunum/Cathédrale de Nebbio.

Ropicum oppidum. Dans les études menées sur la localisation des oppida mentionnés par Ptolémée, « au lieu de Póπixóv Cluver croit qu'il y a lieu de lire Ὠσrριxᾠv et identifie la civitas avec Ostricone, pieve de l'île. Tous les géographes se sont ralliés à cet avis. L'oppidum devait se trouver dans le voisinage de l'église ruinée d'Ostriconi ».

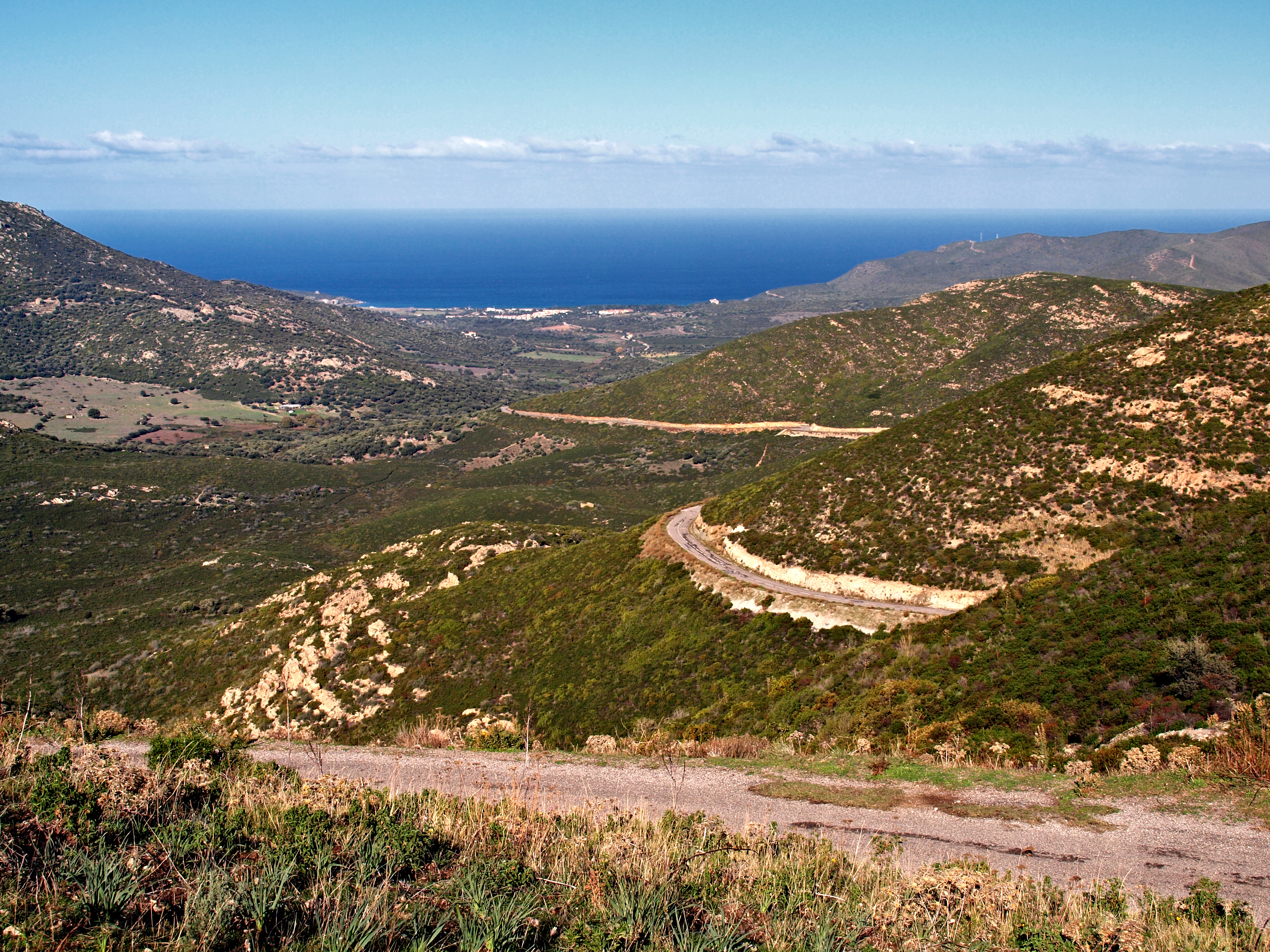
Vue sur Lozari. À gauche, Spelonche, village ruiné.

Le site était occupé depuis l'Antiquité. D'après Ptolémée, il existait à l'époque des Romains, Ropicum oppidum, une fortification qui devait se trouver dans le voisinage de l'église ruinée d'Ostriconi.
Il est occupé au VIIIe siècle par les Sarrasins qui en sont chassés au XIe siècle.
« Au commencement du XIe siècle, probablement après la bataille de Luni (1016), des seigneurs toscans ou génois, sans mandat du Saint-Siège, passent en Corse et, aidés par les populations chrétiennes, chassent les musulmans du Nebbio, de la Balagne, de Mariana et d'Aléria. ».
Ces nobles chrétiens se rendent maîtres d'une partie de l'île, l'en deçà des Monts, et y exercent leur puissance (les marquis de San Colombano installés depuis le XIVe siècle au Castello San Colombano (Novella) ruiné, le seigneur Guglielminuccio petit-fils d'une des filles du Comte Giovanninellu du Nebbiu, etc.). 
Comme au col de San Colombano (Palasca), des ouvrages de défense avaient été répartis à quelques centaines de mètres autour du col de Santa Maria pour en surveiller le passage, le plus important étant le Castello di Lumisgiana à 600 m d'altitude à l’est du col.

### Moyen Âge
Au XIe siècle, Ostriconi était une des pièves de l'immense seigneurie des marquis de Massa ; celle-ci se structurait autour de six ou sept châteaux dont San Colombano de Giussani. Pour défendre cette partie de leur fief, ils avaient construit le Castello San Colombano de Giussani sur une position stratégique, dominant le col éponyme, à un point de contact entre les pièves d'Ostriconi et de Giussani alors que les limites de la piève de Tuani et de Caccia sont toutes proches de là.
Le seigneur de Pino (qui a donné son nom au lignage des Pinaschi), originaire de la piève de Pino, « semble avoir un poids politique important sur les hommes de la piève d'Ostriconi, qui lui versent une redevance banale, l'acchatu, en reconnaissance de tout le bien qu'il a fait pour eux ».
« Au XIe siècle, la part des marquis de Massa di Corsica s'étendait encore sur tout l'En-deçà-des-Monts ; la révolte de leurs vicomtes les privera du Cap-Corse. Appauvris par leur accroissement, ils luttent avec peine contre leurs anciens vassaux (seigneurs de Speloncato, de Loreto, etc.); cependant en 1250, il leur reste encore : 1° au nord les pièves de Giussani (Olmi-Capella), Ostriconi (Belgodere), Caccia (Castifao)... ».

Dans la seconde moitié du XIIe siècle, 

« il semble que les marquis contrôlent exclusivement une petite poignée de pièves du nord de l'île. Nous les voyons intervenir entre le XIIe siècle et le XIVe siècle dans les pièves de Tuani, Caccia, Giussani, Rostino, Ampugnani, Tavagna et peut-être Ostriconi. Tous ces territoires limitrophes forment une bande continue coupant l'île d'est en ouest, du littoral balanin jusqu'à la côte orientale »

— Daniel Istria Pouvoirs et fortifications dans le nord de la Corse : du XIe siècle au XIIe siècle - p. 206-207
.
Vers les années 1260-80, Giovaninello de la lignée des Loreto de Nebbio, entreprend une conquête territoriale. Il fait main basse sur les châteaux du Nebbio et sur celui de Pureto, dans l'Ostriconi.
En 1289, Ostriconi ou partie de la piève, appartient à la châtellenie de Rostino, du seigneur Oberto descendant de Guglielmo, fils d'Oberto de Massa.
En août 1324, dans l'inféodation faite par l'Aragon à Enrico et Opicinello de Cinarca, l'expression podesteria di Balagna était employée.
En 1366 la podestérie de Balagna comprenait les mêmes pievi que cent ans plus tard en 1454 : Chiomi, Armito, Olmia, Pino, Sant' Andria, Tuani, Giussani et Ostricone.
Dès 1455, les Barbaresques commencent à razzier les côtes de l'île. Ils le feront durant environ 3 siècles. De 1583 à 1590, famine et misère touchent la Corse : les Corsaires razzient toutes les côtes et enlèvent des personnes, 76 villages sont ruinés ou abandonnés en Corse-du-Sud, 21 en Haute-Corse dont le Poggiu di Morsiglia, Marianda di Farinole, Serra di Marana, La Corbaja d'Orto, Agriata dans les Agriates, Ostriconi…).

## La piévanie
Ostriconi était la communauté principale de la piève. Située proche de la côte, elle a été razziée par les Barbaresques dans la deuxième moitié du XVe siècle ; elle sera abandonnée et vite ruinée.

### L'église Santa Maria Assunta d'Ostriconi
L'église piévane Santa Maria Assunta d'Ostriconi (plebe sancte Marie de Ostriconi) avait été construite à quelques dizaines ou centaines de mètres d'un habitat romain, sur un terrain apparemment vierge.
Les vestiges de l'église romane Santa Maria (Sainte-Marie) et le site médiéval sont situés à une quinzaine de kilomètres du village de Palasca dans la vallée de l'Ostriconi. Cette ancienne Pieve de l'Ostricone a été transformée en ferme. Elle possède en matériau de réemploi, un remarquable linteau sculpté avec un serpent et des fleurs.

### Temps modernes
Au cours du XVIe siècle, l'ancienne piève d'Ostricone voit son territoire modifié. : la nouvelle piève d'Ostriconi, relevant de la juridiction d'Algajola et Calvi, ne comprend plus que les communautés de Novella et Palasca, tandis que Lama et Urtaca rejoignent Pietralba au sein de la piève de Pietralba (future piève de Canale) qui se sépare définitivement de celle de Caccia.
Toute la Balagne (y compris Calvi et son préside) comptait alors 13 762 habitants. Avant les événements qui, dès 1729, agitèrent cette région pendant la grande révolte des Corses contre Gênes, l’abbé Francesco Maria Accinelli avait dressé à la demande (à des fins militaires) de Gênes une estimation des populations à partir des registres paroissiaux ainsi que des hommes armés. En voici un extrait (texte en italien) : « Giurisditione di Algagliola e Calvi: ... Pieve di Ostricone : Novella 227. Ortaca, e Palasca 523. ... » ; selon Accinelli, Ostriconi avait une population de 750 habitants.
Le 15 mai 1768, par le traité de Versailles, Gênes charge la France d’administrer et de pacifier la Corse. Passant sous administration militaire française, la piève d'Ostriconi devient en 1790 le canton d'Ostriconi, lui-même supprimé en 1793 et absorbé dans le nouveau canton de Paraso, formé avec Novella, Palasca et quatre communes du canton de Tuani.

### Économie

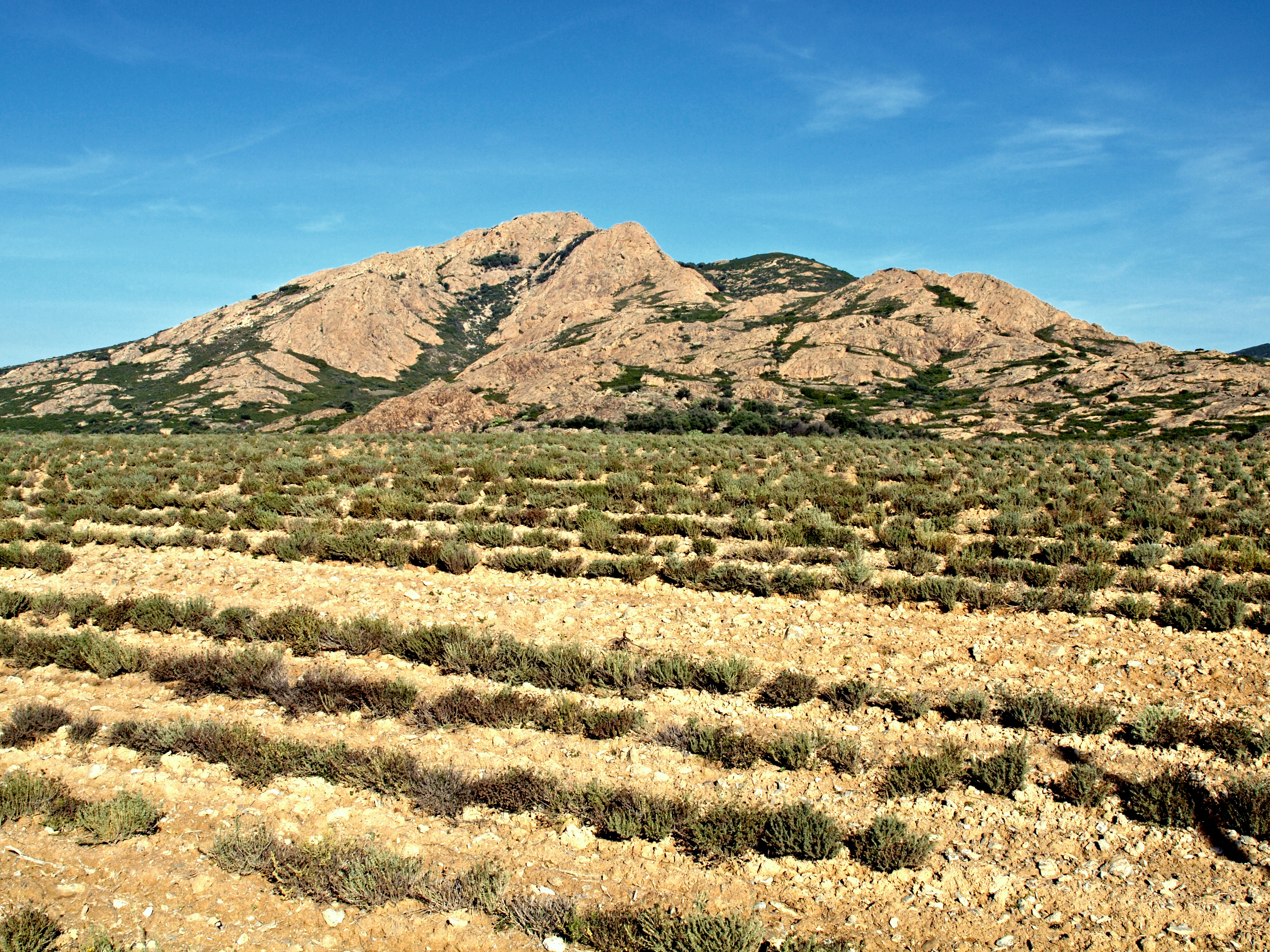
Champs d'immortelles.

C'était autrefois une riche vallée avec ses vergers d'oliviers et ses vignes, ses champs de céréales sur des terres fertiles. En témoignent de nos jours les nombreuses terrasses de culture, trasti (de vigne), sodule (non cultivées) ou lenze (bandes de terre), et les aires à blé (aghja) mises à nu par le feu, abandonnées en raison de l'exode rural qui a touché l'ensemble de la Corse les siècles derniers, d'anciens moulins à huile, et dans les villages, certaines maisons de style florentin d'anciens riches producteurs. Les ruines encore visibles de magazzini (entrepôts) au nord de la plage d'Ostriconi témoignent de l'existence d'un commerce maritime aux XVIIe siècle et XVIIIe siècle.
De nos jours, l'agriculture demeure active et le pastoralisme toujours exercé ; des terrains sont remis en valeur avec des plantations d'oliviers, d'amandiers et de pêchers. Les dernières vignes ont été arrachées à l'ouest de Petra Moneta (Palasca), remplacées par des champs d'immortelles d'Italie.
La filière charcuterie s'est développée avec la création d'entreprises à Palasca notamment.